# コンテンツツーリズム
コンテンツツーリズム（Contents tourism）とは、コンテンツの舞台である土地を訪れる観光行動の総称である。ここでいうコンテンツには文学や映画、テレビドラマ、あるいは漫画やアニメなどが含まれる。
映画のロケ地を巡る「フィルムツーリズム」「シネマツーリズム」、アニメなどサブカルチャーコンテンツの舞台を訪問する「聖地巡礼」など、コンテンツ毎に区別して語られることもある。
「コンテンツツーリズム」という用語の初出は、国土交通省・経済産業省・文化庁の3省庁による「映像等コンテンツの制作・活用による地域振興のあり方に関する調査報告書」内に見られる。この報告書は2005年に発表された。

## 日本におけるコンテンツツーリズム史

### 前史
コンテンツツーリズムの具体的な起源は明らかになっていないが、少なくとも和歌における歌枕の存在までさかのぼることができる。中世以降も紀行文を中心として、さまざまな媒体で「物語」と「旅」が結び付けられていく。十返舎一九による『東海道中膝栗毛』は、滑稽本としてだけでなく伊勢参りのガイドブックとしての役割も果たした。

### 戦後
大衆映画の流行やテレビの普及をきっかけとして、映像作品のロケ地を訪れる観光が行われるようになる。20世紀以降の日本では、メジャーな観光形態となっている。「フィルムツーリズム」「シネマツーリズム」の中で、先駆的かつ代表的なものとして頻繁に挙げられるのが、大林宣彦監督による広島県尾道市を舞台とした「尾道三部作」である。2000年には大阪市に日本初のフィルム・コミッションが設立された。これ以降、国内各地で映画やテレビドラマ、テレビCMのロケ地誘致が盛んとなった。
2000年代半ば以降、漫画やアニメの舞台と比定されるモデル地を宗教上の聖地になぞらえた「聖地巡礼」が流行し、コンテンツツーリズムの中でも、近年特に盛んにマスメディアにも取り上げられるようになっている。